# Somerset (Manitoba)
Pour les articles homonymes, voir Somerset (homonymie).
Somerset est une localité du Manitoba située à 155 km au sud-ouest de Winnipeg, en bordure des collines Pembina. Elle fait partie de la municipalité de Lorne. Elle compte 432 habitants. Sur ce nombre, 140 personnes ont le français comme langue maternelle. C'est une communauté bilingue. 

## Histoire
Les premiers pionniers étaient originaires de la région anglaise du Somerset, d'où le nom de la municipalité. 
En 1889 Somerset voit arriver le chemin de fer North Western Railroad.
Un tiers des habitants de Somerset sont des Franco-manitobains et fait de Somerset une communauté villageoise bilingue.

## Démographie
| 2001 | 2006 | 2011 | 2016 |
| ---- | ---- | ---- | ---- |
| 459  | 432  | 439  | 437  |